# Golubtsov
Golubtsov - Голубцов (rus) - és un poble (un khútor) de l'óblast de Bélgorod, a Rússia. El 2021 tenia 13 habitants. Pertany al districte (raion) de Véidelevka.